# Abulia

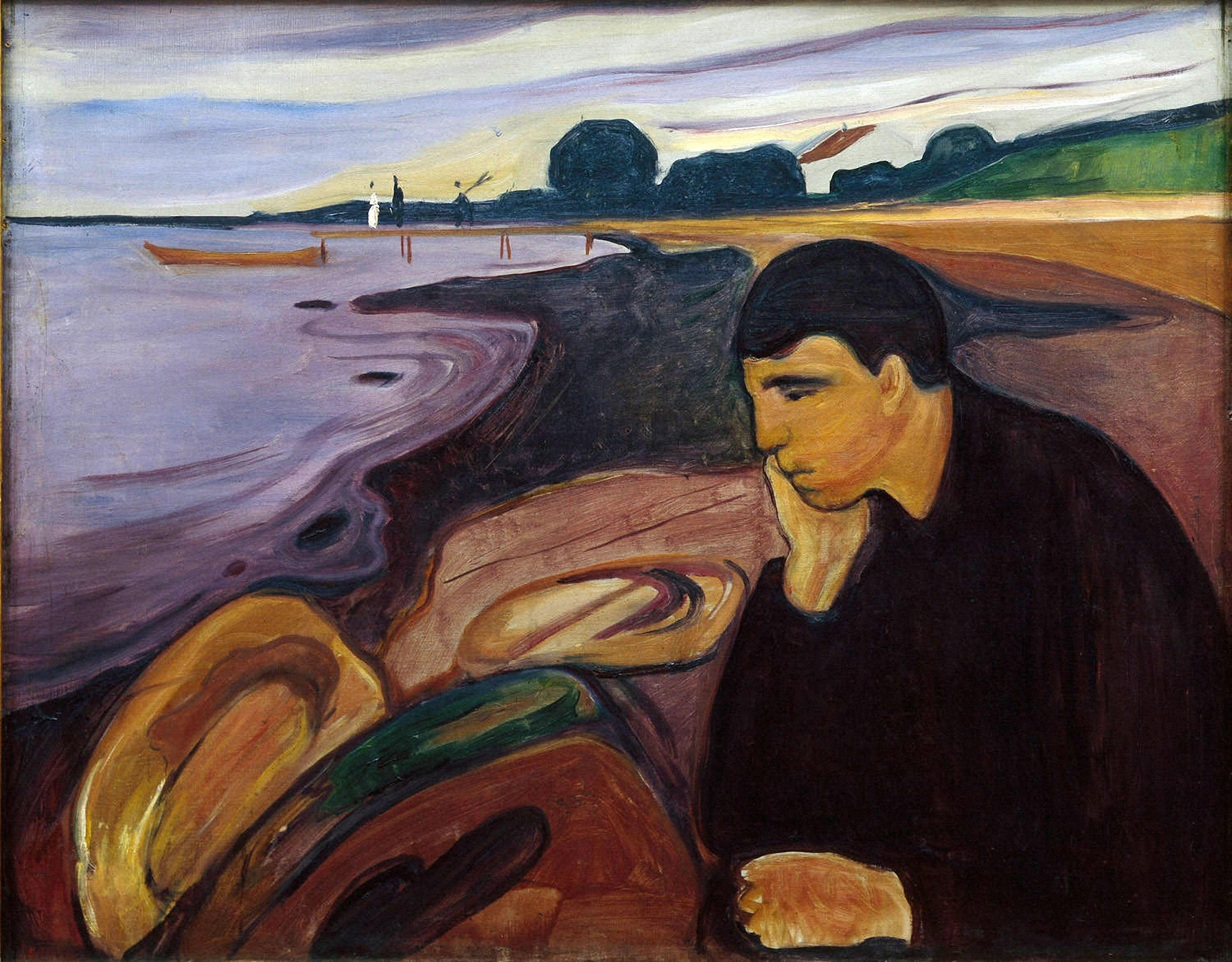
Melancolia (1891) de Edvard Munch (1894-96)

Abulia (do grego βουλή: "sem vontade") ou avolição (do latim avolitione, "sem motivação") é um termo médico para a perda de iniciativa e motivação, inventado em 1838. É um dos sintomas de várias doenças psiquiátricas, neurológicas ou endócrinas. Mais extremo que hipobulia (pouca vontade) e contrário de hiperbulia (muita motivação). Pode ser confundido com apatia (do grego ἀπάθεια: sem emoção, sem paixão, sem sensibilidade) que se refere a uma indiferença em relação a várias atividades. Ao contrário da apatia, caracterizada por falta de sentimentos, na abulia as atividades não realizadas geram emoções desagradáveis que podem ser descritas como tristeza, ansiedade ou ódio-próprio. Tanto abulia quanto apatia podem ser sintomas negativos de psicoses, transtornos do humor, distúrbios do sono, demências e hipotiroidismo.
Na abulia a incapacidade é relativa, psicológica, duradoura (dias, semanas, meses) de tomar decisões e agir. Não se refere a uma limitação física como estar preso, inconsciente ou paralisado. Tampouco se refere à falta de interesse em uma atividade em particular como à falta de vontade de fazer um trabalho ou estudar uma matéria, mas que preserva o interesse por atividades prazerosas como jogos e sair com amigos. A pessoa abúlica perde a motivação para atividades que antes eram prazerosas.
Em vários outros idiomas como inglês, espanhol, italiano... abulia tem a mesma escrita, pronúncia e o mesmo significado.

## Causas
Dentre as muitas possíveis causas para perda de motivação, se destacam:
- Depressão maior
- Transtorno bipolar: na fase depressiva.
- Esquizofrenia: sintoma negativo.
- Transtorno esquizoafetivo: psicose+depressão
- Hipotiroidismo
- Demências:
  - Mal de Alzheimer
  - Demência vascular
  - Demência frontotemporal
  - Mal de Parkinson
  - Doença de Huntington
  - Doença de Pick
  - Paralisia supranuclear progressiva
- Traumatismo craniano: com lesão do lobo frontal ou dos núcleos da base

## Tratamento
Existem 5 etapas para o tratamento médico:
- Investigar causas orgánicas e demência (como hipotiroidismo e insônia)
- Estabelecer o diagnóstico
- Adequar a dose de psicotrópicos e outros agentes que alteram a motivação como antidepressivos, lítio e antipsicóticos.
- Terapia cognitivo-comportamental apropriada para transtornos psicológicos (como depressão, bipolar ou psicose).
- Aumentar a motivação por meio do uso de psicoestimulantes, como os agonistas da dopamina e os inibidores da colinesterase.